# José Antonio Rincón
José Antonio Rincón y Calcaneo (Xalapa, Veracruz, Nueva España, Imperio Español, 1776  -  Xalapa, Veracruz, México, 11 de octubre, de 1846) Fue un militar mexicano que participó en batallas por la independencia nacional, llegando a ocupar el cargo de Jefe Superior Político de Tabasco, México.
Nació en la ciudad de Xalapa, Veracruz en 1776, fue hijo de José María Rincón y Micaela Calcaneo, su hermano fue Manuel Rincón, un famoso defensor como comandante en jefe de Veracruz y Churubusco en la guerra contra los estadounidenses. 

## Jefe Superior Político de Tabasco
José Antonio Rincón llegó a Tabasco a mediados de 1822 en calidad de Jefe Militar de Tabasco, en el período que el General Manuel María Leytón era el Jefe Superior Político del estado, y juntos, celebraron la proclamación de Agustín de Iturbide como emperador el 9 de junio de 1822 en la Plaza Mayor de San Juan Bautista, la capital de Tabasco.
Debido a su patriotismo y lealtad, le fue confiado el título de Jefe Superior Político de Tabasco supliendo en julio de 1822 a Manuel María Leytón quien fue llamado a la Ciudad de México.

### Comandancia militar de Tabasco
El 1 de enero de 1823 se instaló la primera Diputación Provincial del estado, y el 17 de junio de ese mismo año el Segundo Congreso Constituyente de la nación, crea la Comandancia General de Tabasco a la que se le agrega la Laguna de Términos, con lo que el estado queda separado definitivamente de Yucatán.

### Fundación de la ciudad de Paraíso
Ese mismo año de 1823, José Antonio Rincón en su calidad de Jefe Superior Político del estado, autorizó la fundación de un campamento maderero en el lugar conocido como Paso del Paraíso, el cual fue habitado por mestizos que llegaron procedentes de la villa de Jalpa de Méndez, así como de indígenas del pueblo de Mecoacán, y el 25 de abril de 1824 el mismo José Antonio Rincón, autoriza la fundación de la villa de Paraíso, incluida como una localidad del municipio de Jalpa.

### Creación del estado de Tabasco
Después de la intervención del representante de Tabasco en el Congreso Constituyente José María Ruiz de la Peña, quien solicitó el 29 de enero de 1824 que Tabasco fuera considerado como un nuevo estado, y se admitiera como un estado de la nueva nación mexicana, de esta forma, el 31 de enero de 1824 se crea el estado de Tabasco, y el 7 de febrero es admitido oficialmente como un nuevo estado fundador de la nueva nación, al publicarse el Acta Constitutiva de la Federalción Mexicana.
El 21 de marzo Rincón hizo publicar en todo el territorio tabasqueño el Acta Constitutiva de la Federación Mexicana. Para el evento en Villahermosa, se reunieron el jefe superior político y comandante general José Antonio Rincón, la Diputación Provincial, el Ayuntamiento de Villahermosa, el administrador general de correos, empleados de la Hacienda Nacional y el vicario in cápite, la celebración de la publicación del acta se realizó en la ermita de la Concepción.
Se cantó un solemne Te deum, hubo toque de campanas y cuatro descargas de artillería. El jefe Superior Político y el vocal de la Diputación Provincial juraron obedecer el Acta Constitutiva de la Federación Mexicana, después hicieron lo propio el Ayuntamiento de la capital y demás autoridades presentes.

### Instalación del Congreso Constituyente
El 3 de mayo de 1824 se instaló el primer Congreso Constituyente del Estado libre, independiente y soberano de Tabasco. Rincón, dejó el cargo ese mismo 3 de mayo de 1824, fecha en que ya instalado el primer Congreso del Estado, dispuso, que respetando la soberanía del estado, entregara Rincón el cargo de Jefe Superior Político de Tabasco a Pedro Pérez Medina, Primer Vocal de Diputación Provincial, mientras el Congreso nombraba a un gobernador interino que fuera el encargado de convocar a elecciones.

## Otros cargos
Fue nombrado Coronel de Ingenieros el 15 de octubre de 1823, y primer ayudante del Estado Mayor General el 4 de diciembre del mismo año. El presidente de la República Anastasio Bustamante, lo ascendió a General de Brigada el 19 de mayo de 1832.
Retirado a la vida privada, falleció en su ciudad natal el 11 de octubre de 1846. Su esposa fue doña María Alcázar.